# Chlorophorus socius
Chlorophorus socius là một loài bọ cánh cứng trong họ Cerambycidae.